# Dance Tonight
Dance Tonight is een single van de Engelse zanger Paul McCartney. Het is ook het openingsnummer van het in 2007 uitgekomen album Memory Almost Full.
Het nummer werd in het Verenigd Koninkrijk verkrijgbaar toen het op 65e verjaardag van McCartney, 18 juni 2007, als downloadversie werd uitgegeven. Een week later kwam het nummer nieuw binnen in de UK Singles Chart.
McCartney zong het nummer samen met de Australische Kylie Minogue in het programma Hootenanny dat werd uitgezonden op 31 december 2007.

## Videoclip
Er werd voor Dance Tonight een videoclip gemaakt die werd geproduceerd door Michel Gondry. Natalie Portman en Mackenzie Crook zijn te zien in de videoclip die op 22 mei 2007 exclusief op YouTube werd geplaatst.

## NPO Radio 2 Top 2000
Dance Tonight stond alleen in 2007 in de NPO Radio 2 Top 2000, op plek 597.